# کولین فورز
کولین فورز (متولد ۱۴ اکتبر ۱۹۷۹) یوتیوبر، مخترع، بدل‌کار و فیلم‌ساز اهل بریتانیا است. فورز دبیرستان را برای لوله‌کش شدن ترک کرد و به این کار تا زمان شرکت در برنامه تلویزیونی گجک گیکس که از شبکه اسکای۱ پخش می‌شد، مشغول بود. او با استفاده از مهارت‌هایی که در لوله‌کشی و مهندسی به‌دست آورده بود ابزارهای مختلفی را اختراع کرد ازجمله: یک دیوار مرگ، سریع‌ترین کالسکه بچه، موتورسیکلتی که با نیروی موتورهای تپ‌جت کار می‌کند و یک موتور پرنده.

## زندگی‌نامه
کولین گفت که از کودکی علاقه زیادی به ساختن و اختراع داشته و در آن زمان چندین خانه درختی و کمینگاه زیرزمینی ساخته. در مصاحبه ای با روزنامه سان گفت که یک تاب معلق بالای دریاچه کوچکی در نزدیکی خانه‌شان ساخته بوده. او بعد از ترک دبیرستان در شانزده سالگی به کار لوله‌کشی مشغول شد، که به او وقت بیشتری برای تمرکز به‌روی ساخت ابزارها و مهندسی می‌داد. او بعد مرگ پدرش شروع به اشتراک گذاری ویدئوهایی از اختراع‌هایش در وبسایت یوتیوب کرد. اولین ویدئو او از دیوار مرگ در سال ۲۰۰۷ میلادی بود.
او ازدواج کرده و یک پسر به نام جِیک، که در سال ۲۰۱۲ به دنیا آمد، دارد.